# Жираф (сузір'я)

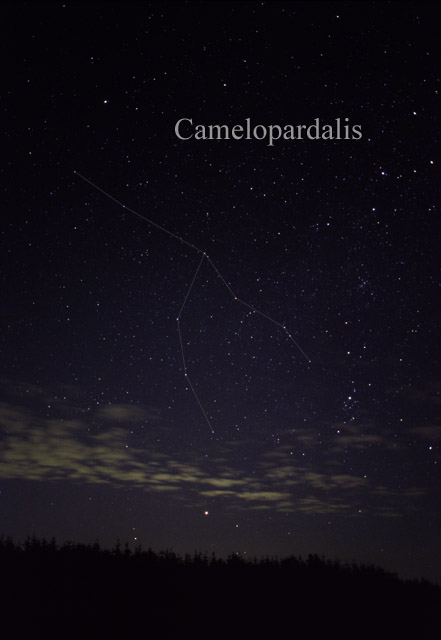
Сузір'я Жирафа неозброєним оком.

Жира́ф або Жира́фа (лат. Camelopardalis) — сузір'я північної півкулі неба, значне за площею, проте не містить якскравих зір.

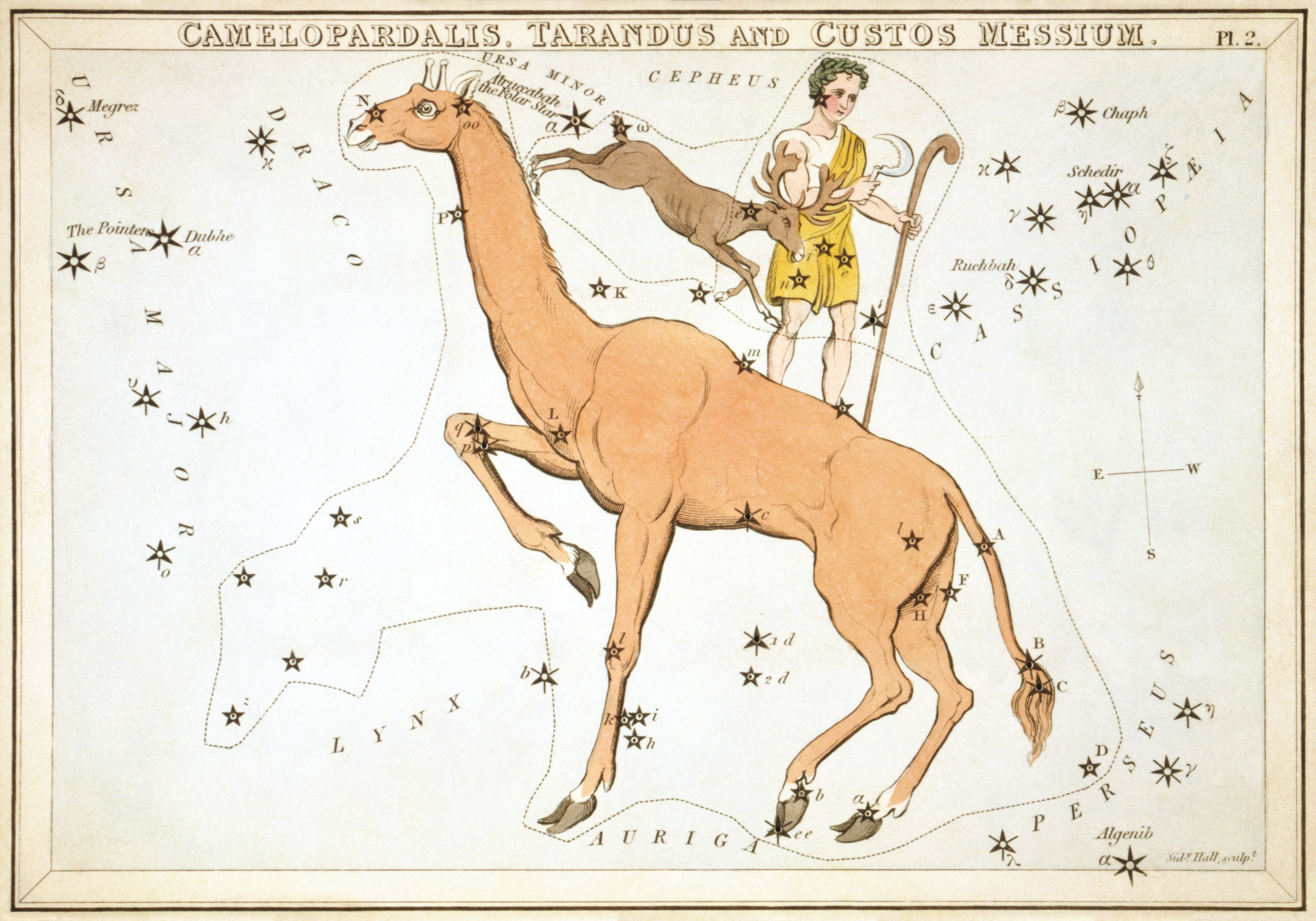
Сузір'я Жирафа із «Дзеркала Уранії», набору тематичних карток опублікованого у Лондоні, бл. 1825 року. Вище зображені два застарілі сузір'я: Північний Олень та Охоронець Врожаю.

## Історія
Нове сузір'я. Через відсутність яскравих зір у давні часи ця ділянка неба вважалась порожньою. У 1598 році Петер Планціус запропонував виокремити зорі цієї частини неба в окреме сузір'я. Після публікації в небесних картах Якоба Барча в 1624 році сузір'я Жирафа отримало наукове визнання. У Планціуса сузір'я називалося «Жираф» (Gyraffa Camelopardalis), але, судячи з коментарів автора, він мав на увазі верблюда, на якому, згідно з книгою Буття, Ревекка приїхала до Ісаака в Ханаан, щоб стати його дружиною. Барч виправив назву на Верблюд, але продовжував використовувати зображення жирафи. Деякий час використовувалися обидві назви, але поступово найменування Жирафа стало загальноприйнятим, а біблійна асоціація забулася.

## Об'єкти далекого космосу
- Спіральна галактика NGC 2407 на відстані 11 мільйонів світлових років.
- розсіяне скупчення NGC 1502.